# シナニッケイ
シナニッケイ（支那肉桂、学名: Cinnamomum cassia）は、中国南部原産の常緑樹であり、中国や南アジア、東アジア（インド、インドネシア、ラオス、マレーシア、台湾、タイ、ベトナム）で広く栽培されている。香辛料として使用される香りの良い樹皮のために主に使われる数種のニッケイ属植物の一種である。カシア（cassia）、カッシア、またはカッシャとも呼ばれる。アメリカ合衆国では、シナニッケイは最も一般的に使われるシナモンである。蕾も、特にインドでは、香辛料として使われ、かつては古代ローマ人によって使われた。
樹木は全高10–15 mに成長し、灰色がかった樹皮と、固く長い葉を持つ。葉は長さ10–15 cmで、若い時は明らかに赤みを帯びた色を持つ。

## 生産と利用
シナニッケイはセイロンニッケイ（C. verum、セイロン・シナモン）、サイゴン・シナモン（C. loureiroi、ベトナム・シナモンとも）、インドグス（C. burmannii、インドネシア・シナモン）、マラバール・シナモン（C. citriodorum、インド・マラバール地方原産）と近縁種である。これら5種全ての乾燥樹皮が香辛料として使われる。シナニッケイの香りはセイロンニッケイの香りよりも繊細さに欠ける。シナニッケイの樹皮はセイロンニッケイよりも厚く、粉砕するのがより難しく、より粗い質感を持つ。
アメリカ合衆国、イギリス、インドでシナモンとして販売されている香辛料のほとんどはシナニッケイである。
シナニッケイの樹皮（粉末または巻いたスティック状）は菓子類、デザート、パン菓子、肉のための香り付けとして使われる。シナニッケイは多くのカレーのレシピで指定されている（セイロン・シナモンはあまり適していない）。カシアはセイロン・シナモンに添加されることがあるが、より厚く、粗い製品となる。カシアは樹皮片（下写真）またはクイル（スティック）として販売される。カシアスティックとセイロン・シナモンスティックは以下のようなやり方で区別することができる。セイロン・シナモンスティックは多くの薄い層からなり、コーヒーまたはスパイスグラインダーを使って簡単に粉末にすることができるが、カシアスティックは極めて固く、大抵は1枚の厚い層から成る。
カシアの蕾は、稀ではあるが香辛料として使われることがある。外観はチョウジ（クローブ）と似ており、柔らかで華やかなシナモンの香りを持つ。カシアの蕾は主に昔風のピクルスのレシピやマリネード、茶で使われる。

## 健康効果
シナニッケイは主に中国南部の広西チワン族自治区、広東省、雲南省で生産される。シナニッケイ（肉桂）は中国医学における50の基本生薬の一つと考えられている。
クマリン（多量に摂取すると肝障害の原因となる）と呼ばれる抗凝血成分のため、ヨーロッパの健康機関は多量のカシアの摂取に関して警告している。C. cassiaの樹皮、粉末、精油に含まれるその他の生物活性化合物はシンナムアルデヒドとスチレンである。高用量ではこれらの物質も人体に対して毒性を持つ。

## 画像集

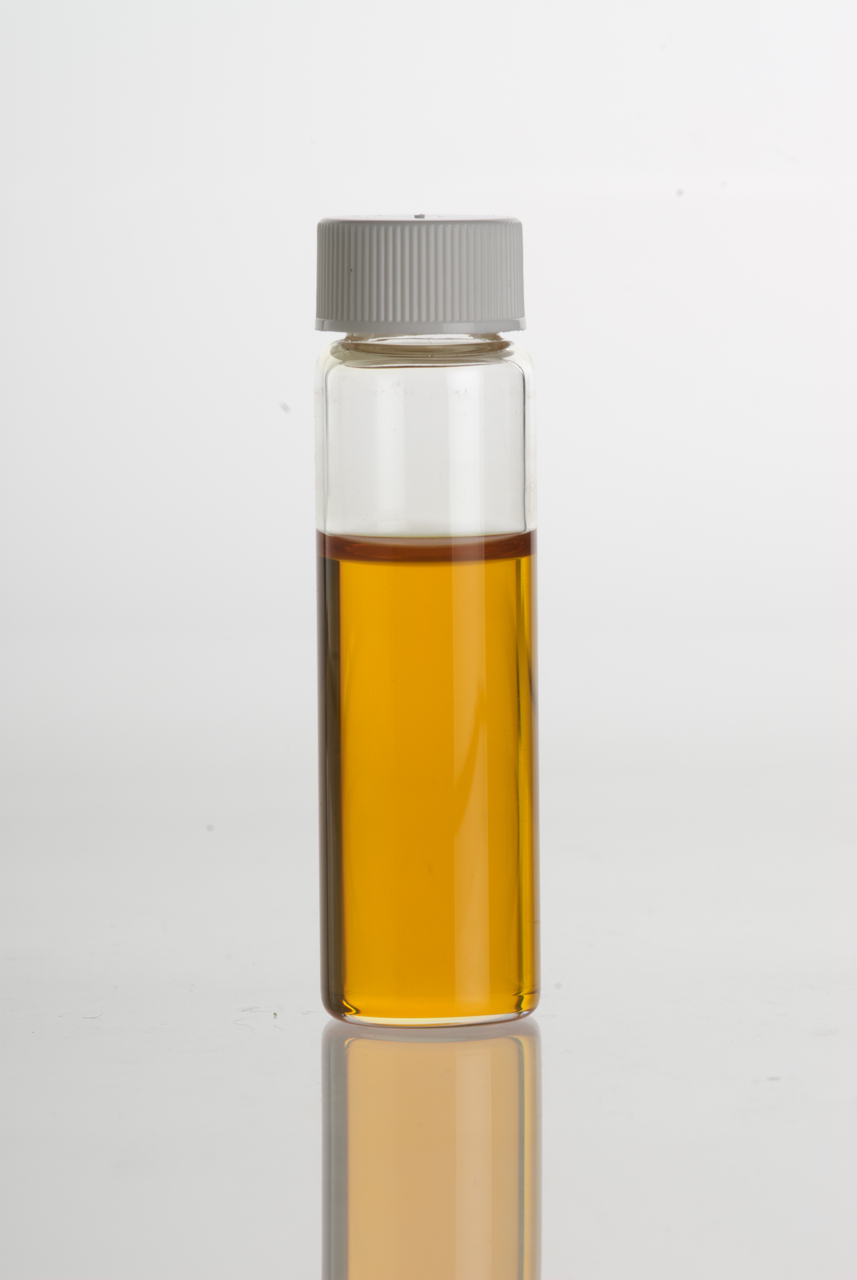
カシア（C. cassia）の精油
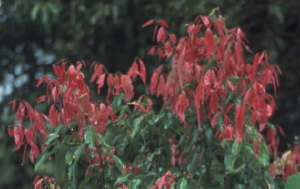
若いインドグス（英語版）（インドネシアシナモン）の樹（インドネシア）
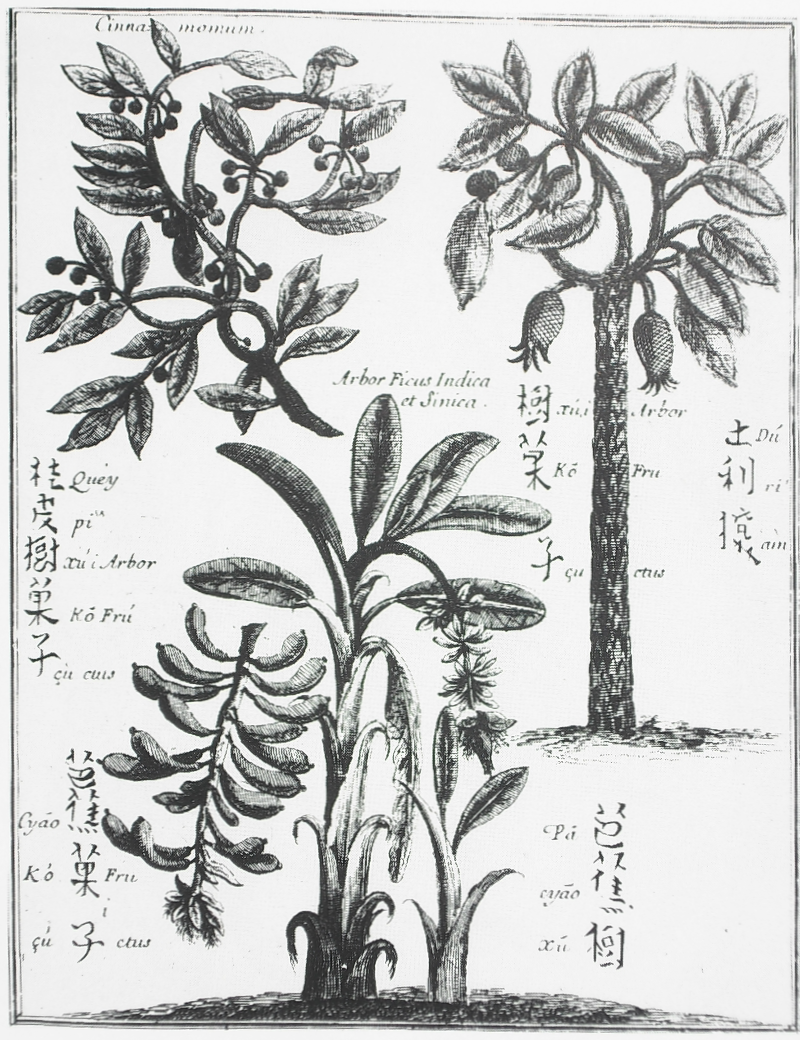
ミハウ・ボイムが描いたC. cassia（左上）（1655年）
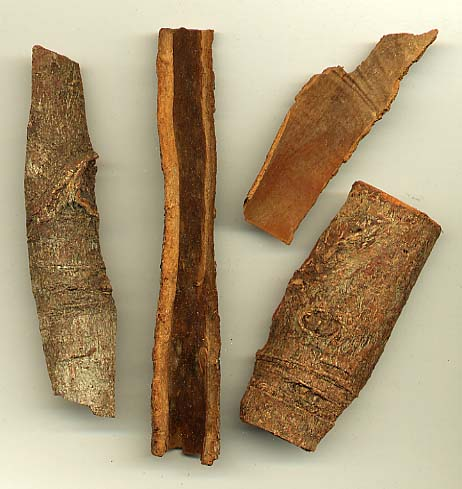
乾燥したカシアの樹皮

## 推薦文献
- Dalby, Andrew (1996). Siren Feasts: A History of Food and Gastronomy in Greece. London: Routledge.
- Faure, Paul (1987). Parfums et aromates de l'antiquité. Paris: Fayard.
- Paszthoty, Emmerich (1992). Salben, Schminken und Parfüme im Altertum. Mainz, Germany:  Zabern.
- Paterson, Wilma (1990). A Fountain of Gardens:  Plants and Herbs from the Bible. Edinburgh.
- Chang, Chen-Tien; Chang, Wen-Lun; Hsu, Jaw-Cherng (August 2013). “Chemical composition and tyrosinase inhibitory activity of Cinnamomum cassia essential oil”. Botanical Studies 54 (1):  10. doi:10.1186/1999-3110-54-10. PMC 5432840. PMID 28510850.